# Omid Djalili
Omid Djalili (persa: امید جلیلی) (Londres, 30 de setembre de 1965) és un monologuista, actor, productor de televisió, doblador i escriptor britànic-iranià. Omid Djalili nasqué a Chelsea, fill de pares bahà'í iranís. Assistí al Holland Park School i després a la Universitat d'Ulster a Coleraine, Irlanda del Nord, on estudià estudis d'anglès i teatre.

## Filmografia

### Cinema
| Any  | Títol                                           | Paper                  | Notes | Ref. |
| ---- | ----------------------------------------------- | ---------------------- | ----- | ---- |
| 1999 | The Mummy                                       | Gad Hassan             |       |      |
| 1999 | Notting Hill                                    | Caixer a la cafeteria  |       |      |
| 1999 | Mad Cows                                        | George                 |       |      |
| 1999 | Amb el món no n'hi ha prou                      | Capatàs                |       |      |
| 2000 | Gladiator                                       | Esclau Trader          |       |      |
| 2001 | Spy Game                                        | Beirut: Doumet         |       |      |
| 2001 | Mean Machine                                    | Raj                    |       |      |
| 2002 | Anita and Me                                    | Oncle Amman            |       |      |
| 2003 | Cross My Heart                                  | Riz                    |       |      |
| 2004 | Deadlines                                       | Abdul Sayyaf           |       |      |
| 2004 | The Calcium Kid                                 | Herbie Bush            |       |      |
| 2004 | Modigliani                                      | Pablo Picasso          |       |      |
| 2004 | Sky Captain i el món del demà                   | Kaji                   |       |      |
| 2005 | Casanova                                        | Lupo                   |       |      |
| 2006 | Alien Autopsy                                   | Melik                  |       |      |
| 2006 | Over the Hedge                                  | Tigre                  | veu   |      |
| 2007 | Grow Your Own                                   | Ali                    |       |      |
| 2007 | Pirates of the Caribbean: At World's End        | Askay / Pusasn         |       |      |
| 2008 | The Love Guru                                   | Guru Satchabigknoba    |       |      |
| 2009 | Dead Man Running                                | "Bald Fat Fuck"        |       |      |
| 2010 | The Infidel                                     | Mahmud Nasir           |       |      |
| 2010 | Sex and the City 2                              | Sr. Safir              |       |      |
| 2010 | Animals united                                  | Bongo                  | veu   |      |
| 2010 | Mr. Nice                                        | Saleem Malik           |       |      |
| 2011 | Big Fat Gypsy Gangster                          | Jik Jickkles           |       |      |
| 2015 | Shaun the Sheep Movie                           | Trumper                | veu   |      |
| 2015 | Molly Moon and the Incredible Book of Hypnotism | Barry Rix              |       |      |
| 2016 | The Comedian's Guide to Survival                | Ell mateix             |       |      |
| 2018 | Mamma Mia! Here We Go Again                     | Oficial de duanes grec |       |      |
| 2018 | The Nutcracker and the Four Realms              | Cavalier               |       |      |

### Televisió
| Any                         | Títol                            | Paper                       | Notes                           | Ref.  |
| --------------------------- | -------------------------------- | --------------------------- | ------------------------------- | ----- |
| 1996                        | The Friday Night Armistice       | Himself                     |                                 |       |
| 1998                        | Alexei Sayle's Merry-Go-Round    | Various                     |                                 |       |
| 1998                        | The Bill                         | Yilmaz Demirtas             |                                 |       |
| 1998                        | Barking                          | Various Role                | 2 episodis                      |       |
| 1999                        | The Ruth Rendell Mysteries       | Mr Kaiafas                  | Episodi: "The Lake of Darkness" |       |
| 1999                        | Cleopatra                        | Storemaster                 | 2 episodis                      |       |
| 1999                        | Coming Soon                      | Amir Hassan                 | pel·lícula de TV                |       |
| 1999–2001                   | Small Potatoes                   | Hoss                        | 13 episodis                     |       |
| 2000                        | Black Books                      | Trebor                      |                                 |       |
| 2000                        | Jason and the Argonauts          | Castor                      |                                 |       |
| 2001                        | So What Now?                     | Ken                         |                                 |       |
| 2001                        | Baddiel's Syndrome               | Chef                        |                                 |       |
| 2002                        | Relic Hunter                     | Ahmid                       |                                 |       |
| 2002–03                     | Dinotopia: the Series            | Zipeau (voice)              | 10 episodis                     |       |
| 2002–03                     | Lenny Henry in Pieces            |                             | 2 episodis                      |       |
| 2003                        | Between Iraq and a Hard Place    | Iraqi Television Host       | pel·lícula de TV                |       |
| 2003–04                     | Whoopi                           | Nasim Khatenjami            | 22 episodis                     |       |
| 2004                        | Live at the Apollo               | ell mateix                  |                                 |       |
| 2005                        |                                  |                             |                                 |       |
| Chopra Town                 | Ali Ergun                        | pel·lícula de TV            |                                 |       |
| One Night Stand             | ell mateix                       | HBO                         |                                 |       |
| My Family and Other Animals | Spiro                            | TV Movie                    |                                 |       |
| 2006                        | Rob Brydon's Annually Retentive  | ell mateix                  |                                 |       |
| 2006                        | Jack Dee's Lead Balloon          |                             |                                 |       |
| 2006                        | Harvey Birdman: Attorney at Law  | Perfectionist               | veu                             |       |
| 2007                        | TV Heaven, Telly Hell            | Guest                       |                                 |       |
| 2007                        | Have I Got News For You          | ell mateix                  |                                 |       |
| 2007                        | Premier League All Stars         | Chelsea FC celebrity player |                                 |       |
| 2007                        | Dawn French's Boys Who Do Comedy | ell mateix                  |                                 |       |
| 2007–09                     | The Omid Djalili Show            | ell mateix, presenter       |                                 |       |
| 2008                        | Never Mind The Buzzcocks         | ell mateix                  |                                 |       |
| 2008                        | Headcases                        | Mohamed Al Fayed            |                                 |       |
| 2009                        | Would I Lie To You?              | Guest panellist             | 1 episodi                       |       |
| 2011                        | The Paul Reiser Show             | Habib                       | 7 episodis                      |       |
| 2012                        | Omid Djalili's Little Cracker    | Tobacconist                 |                                 |       |
| 2013                        | Splash!                          | Contestant                  |                                 |       |
| 2014                        | The Great Sport Relief Bake Off  | Guest presenter             | 1 episodi                       |       |
| 2014                        | Question Time                    | Guest panellist             |                                 |       |
| 2015–16                     | Dickensian                       | Mr Venus                    | 11 episodis                     |       |
| 2016                        | Insert Name Here                 | Guest panellist             |                                 |       |
| 2016                        | The One Show                     | Guest presenter             | 1 episodi                       |       |
| 2016                        | Stan Lee's Lucky Man             | Kamil                       | 6 episodis                      |       |
| 2017                        | Thunderbirds Are Go              | Horse Williams              | veu; 1 episodi                  | [ 5 ] |

### Videojocs
| Any  | Títol                                    | Paper      | Ref.  |
| ---- | ---------------------------------------- | ---------- | ----- |
| 2009 | Grand Theft Auto: The Ballad of Gay Tony | Yusuf Amir |       |
| 2009 | 50 Cent: Blood on the Sand               | Eddie      | [ 6 ] |